# Studen, Malîn
Studen (în ucraineană Студень) este un sat în comuna Stari Vorobii din raionul Malîn, regiunea Jîtomîr, Ucraina.

## Demografie
Componența lingvistică a localității Studen
     Ucraineană (96,49%)
     Rusă (1,75%)
     Română (1,75%)
Conform recensământului din 2001, majoritatea populației localității Studen era vorbitoare de ucraineană (96,49%), existând în minoritate și vorbitori de rusă (1,75%) și română (1,75%).